# Jizi (Azerbaiyán)
Jizi (en azerí: Xızı) es una localidad de Azerbaiyán, capital del raión homónimo.
Se encuentra a una altitud de 762 m sobre el nivel del mar. 

## Demografía
Según estimación 2010 contaba con 1347 habitantes.